# توني سيرفيلو
توني سيرفيلو (بالإيطالية: Toni Servillo)‏ مواليد 9 أغسطس 1959 في أفراغولا، إيطاليا، هو ممثل إيطالي بدأ مسيرته الفنية عام 1992.

## روابط خارجية
- توني سيرفيلو على موقع IMDb (الإنجليزية)
- توني سيرفيلو على موقع ميتاكريتيك (الإنجليزية)
- توني سيرفيلو على موقع روتن توميتوز (الإنجليزية)
- توني سيرفيلو على موقع مونزينجر (الألمانية)
- توني سيرفيلو على موقع قاعدة بيانات الأفلام العربية
- توني سيرفيلو على موقع ألو سيني (الفرنسية)
- توني سيرفيلو على موقع ميوزك برينز (الإنجليزية)
- توني سيرفيلو على موقع تيرنر كلاسيك موفيز (الإنجليزية)
- توني سيرفيلو على موقع أول موفي (الإنجليزية)
- توني سيرفيلو على موقع قاعدة بيانات الأفلام السويدية (السويدية)